# 17 février
Pour les articles homonymes, voir Dix-Sept-Février.
17 janvier 17 mars
Chronologies thématiques
- Croisades
- Ferroviaires
- Sports
- Disney
- Anarchisme
- Catholicisme

Abréviations / Voir aussi
- (° 1852) = né en 1852
- († 1885) = mort en 1885
- a.s. = calendrier julien
- n.s. = calendrier grégorien
- Calendrier
- Calendrier perpétuel
- Liste de calendriers
- Naissances du jour

Le 17 février est le 48e jour de l'année du calendrier grégorien (il en reste ensuite 317, 318 lorsqu'elle est bissextile).
C'était généralement le 29 pluviôse du calendrier républicain ou révolutionnaire français, officiellement dénommé jour de la chélidoine.

## Événements

### XIVesiècle
- 1332 : Philippe VI de France émancipe son fils héritier du trône le futur Jean II de France le bon et le fait duc de Normandie.

### XVesiècle
- 1405 : le fondateur du IIe empire mongol Tamerlan décédé le 19 janvier est déposé dans un somptueux tombeau à Samarcande en Asie centrale.
- 1454 : le pape Nicolas V et l'empereur Philippe III de Bourgogne appellent à une nouvelle croisade en cette année qui suit la prise de Constantinople, l'occasion de fastueuses réunions pour les seigneurs de Bourgogne et de Flandre (« vœu du faisan » à Lille).
- 1500 : bataille de Hemmingstedt en Allemagne.

### XVIesiècle
- 1568 : le sultan turc Soliman II fait la paix avec l'empereur germanique Maximilien II.
- 1596 : le duc de Guise empêche la prise de Marseille par les Espagnols.
- 1600 : Giordano Bruno est brûlé vif place du champ de fleurs à Rome après avoir été chassé de l'Église comme « hérétique impénitent » et remis à une cour séculière.

### XVIIesiècle
- 1621 : Myles Standish est élu commandant de la colonie de Plymouth.
- 1661 : Kangxi devient empereur de Chine.
- 1670 : le royaume de France signe une alliance défensive avec l'électorat de Bavière pour une action concertée à la mort de l'un des deux monarques de la Maison de Habsbourg Léopold Ier du Saint-Empire ou Charles II d'Espagne.

### XVIIIesiècle
- 1795 : signature du traité de La Jaunaye entre Charette, Sapinaud et Albert Ruelle notamment pendant la guerre de Vendée.
- 1797 : la Trinité tombe aux mains (es) des Anglais après des siècles de domination espagnole.

### XIXesiècle
- 1810 : les États pontificaux sont annexés à l'Empire napoléonien et transformés en départements de Rome et Trasimène.
- 1814 : bataille de Mormant.
- 1834 :
  - les États-Unis et l'Espagne signent la convention « Van Ness » réglant les conflits territoriaux.
  - présentation des 92 résolutions faites par Louis-Joseph Papineau, Elzéar Bédard et Augustin-Norbert Morin à la Chambre d'assemblée du Bas-Canada.
- 1852 : un décret organise l'asservissement de la presse au pouvoir à la suite du coup d'État du 2 décembre 1851 en France.
- 1859 : une flotte franco-espagnole prend la citadelle de Saïgon pendant la campagne de Cochinchine au Viêt Nam actuel.
- 1863 : le Suisse Henry Dunant profondément indigné par le spectacle des trente-six mille blessés de la bataille de Solférino (24 juin 1859) réunit à Genève une conférence afin de fonder un comité international destiné à secourir impartialement les blessés de guerre.
- 1864 : le sloop unioniste USS Housatonic est coulé à l'extérieur du port de Charleston en Caroline du Sud par le sous-marin confédéré CSS H. L. Hunley qui est lui-même coulé (premier navire coulé par un sous-marin).
- 1865 : la ville de Columbia en Caroline du Sud est mise à feu lors de la guerre de Sécession et la ville de Charleston évacuée en conséquence.
- 1870 : Esther Morris devient la première femme juge aux États-Unis.
- 1871 : Adolphe Thiers est nommé chef du pouvoir exécutif de la République en France et forme un gouvernement d'union nationale qui siégera à Versailles.

### XXesiècle
- 1905 : assassinat du grand-duc Serge oncle du tsar et gouverneur de Moscou en Russie.
- 1913 : début du mandat de président de la République française de Raymond Poincaré.
- 1914 : le projet d'impôt sur le revenu de Joseph Caillaux est rejeté par le Sénat français car « contraire aux mœurs ».
- 1931 : premier entretien entre Mahatma Gandhi et le Vice-roi des Indes orientales Lord E.W. Irving.
- 1932 : l'empereur Haïlé Sélassié proclame l'abolition de l'esclavage dans l'Empire éthiopien.
- 1934 :
  - le roi Albert Ier trouve la mort au cours d'une escalade de rochers à Marche-les-Dames en Belgique ;
  - Léopold III son fils lui succède mais ne deviendra roi des Belges qu'après sa prestation du serment constitutionnel devant les Chambres réunies.
- 1944 : les forces américaines attaquent la garnison japonaise de l'atoll d'Eniwetok dans l'océan Pacifique (guerre du Pacifique).
- 1945, Seconde Guerre mondiale : les Soviétiques chassent les nazis du site de Peenemünde d'où étaient lancés les missiles V-2 au bord de la Baltique, l'ingénieur Wernher von Braun sera recruté par les Américains.
- 1948 : l'imam et chef de l'État Yahya Mohammed Hamid ed-Din est assassiné lors de révoltes au royaume mutawakkilite du Yémen.
- 1949 : le premier président de l'État d'Israël Chaim Weizmann prête serment.
- 1965 : le Premier ministre Lester B. Pearson annonce que l'âge pour toucher la pension fédérale passera peu à peu de 70 à 65 ans au Canada.
- 1969 : une conférence de pays francophones dont le Québec débute au Niger.
- 1970 : Abba Eban à La Haye propose une réunion internationale pour examiner le problème des réfugiés palestiniens.
- 1971 : rencontre d'Henry Kissinger et de Mao Zedong pour la normalisation des relations entre les États-Unis et la Chine.
- 1972 :
  - Richard Nixon amorce la première visite d'un président américain en Chine communiste.
  - La Chambre des Communes adopte le protocole d'adhésion du Royaume-Uni à la CEE à une majorité simple.
- 1976 : la France reconnaît la République populaire d'Angola proclamée par le MPLA.
- 1979 : début du conflit armé sino-vietnamien, des troupes chinoises soutenues par aviation et blindés pénètrent au Viêt Nam.
- 1984 : de violents combats se poursuivent entre les forces irakiennes et iraniennes à 160 km à l'est de Bagdad où la bataille fait plus de 4 000 morts en deux jours (guerre Iran-Irak, 1980-1988).
- 1986 :
  - signature de l'Acte unique européen portant sur la réforme des institutions européennes (abstention du Danemark, de la Grèce et de l'Italie).
  - Début du premier sommet de la francophonie à Versailles.
- 1987 : des combats opposent des chiites à des miliciens druzes et communistes à Beyrouth-Ouest pour le contrôle du secteur musulman.
- 1989 : le Maroc, l'Algérie, la Libye, la Tunisie et la Mauritanie créent l'Union du Maghreb arabe.
- 1992 : un attentat revendiqué par l'IRA provisoire en Irlande du Nord tue sept personnes.
- 1993 : Michel Rocard propose un big bang politique qui permettrait de bâtir un mouvement ouvert aux écologistes, aux centristes et aux communistes rénovateurs dès les législatives passées.
- 1994 : le chef des Serbes bosniaques Radovan Karadžić s'engage à retirer ses armes lourdes de la région de Sarajevo avant l'expiration de l'ultimatum de l'OTAN en échange de l'envoi de casques bleus russes.
- 1997 : premier bombardement de l'aviation zaïroise sur la ville de Bukavu contrôlée par les rebelles Banyamulenge dans l'est zaïrois.
- 1999 : quatre Kurdes dénonçant la capture d'Abdullah Öcalan par la Turquie sont tués par les gardes armés du consulat d'Israël à Berlin.

### XXIesiècle
- 2001 : le cargo East Sea transportant 908 immigrants clandestins pour la plupart des Kurdes irakiens s'échoue sur une plage de Saint-Raphaël après sept jours de traversée dans des conditions inhumaines.
- 2002 :
  - fin du cours légal du franc français après 641 ans d'existence ;
  - la guérilla maoïste au Népal lance sa plus violente offensive depuis le début de l'insurrection en 1996, contre un commissariat et un aéroport dans le nord-ouest du pays (137 morts).
- 2004 : 17 personnes sont acquittées des charges d'avortement au terme d'un procès très médiatique qui relance le débat sur un assouplissement de la loi sur l'interruption volontaire de grossesse au Portugal.
- 2008 :
  - attentat suicide d'Al-Qaïda à Kandahar en Afghanistan (80 morts).
  - Le Kosovo proclame son indépendance vis-à-vis de la Serbie.
- 2011 : jour de colère du début du soulèvement libyen contre le régime de Kadhafi à Benghazi.
- 2012 : résolution no 2035 du Conseil de sécurité des Nations unies (rapports du secrétaire général sur le Soudan).
- 2017 : le tchadien Abbas Mahamat Tolli est nommé gouverneur de la Banque des États de l'Afrique centrale

## Arts, culture et religion
- 1776 : première publication du livre de l'historien Edward Gibbon The Decline and Fall of the Roman Empire.
- 1807 : le compositeur Étienne Nicolas Méhul présente son opéra Joseph à Paris.
- 1859 : première du drame lyrique Un ballo in maschera (Le Bal masqué) de Giuseppe Verdi au théâtre Apollo de Rome.
- 1904 : première de l'opéra en trois actes Madame Butterfly de Giacomo Puccini à La Scala de Milan, fiasco immédiatement arrêté.
- 1913 : l'Armory Show est la 1re exposition d'art moderne à New York, 1 600 toiles d'Ingres à Picasso y sont exposées.
- 1932 : sortie du film M le maudit de Fritz Lang au studio des Ursulines à Paris.
- 1952 : première de La tête des autres de Marcel Aymé au théâtre de l'Atelier à Montmartre (Paris).
- 1975 : sortie du vinyle 33 tours Prends une chance avec Moé du groupe québécois Aut'Chose sous l'étiquette Columbia Records.
- 1976 : Miloš Forman rafle 5 Oscars à Hollywood avec son film Vol au-dessus d'un nid de coucou.
- 2001 : Henri Salvador est sacré meilleur interprète masculin à 83 ans aux Victoires de la musique en France, Hélène Ségara meilleure interprète féminine et Isabelle Boulay découverte de l'année.

## Sciences et techniques
- 1773 : le navigateur James Cook observe sa première aurore boréale dans l'océan Indien.
- 1776 : Baltimore est la première ville des États-Unis à éclairer ses rues au gaz naturel.
- 1878 :
  - Thomas Edison fait breveter son phonographe à cylindre.
  - Le premier réseau téléphonique aux États-Unis débute à San Francisco avec 18 téléphones.
- 1897 : Rudolf Diesel teste avec succès son moteur à Augsbourg.
- 1938 : John Baird déjà inventeur du téléviseur mécanique organise la première démonstration expérimentale de la télévision en couleurs.
- 1939 : Ferdinand Porsche présente sa Volkswagen (voiture du peuple).
- 1959 : les États-Unis lancent le satellite météorologique Vanguard II.
- 1965 : la sonde américaine Ranger 8 est lancée de Cap Canaveral (Floride) en direction de la Lune sur laquelle elle s'écrasera trois jours plus tard après avoir transmis plus de 7 000 photographies.
- 1966 : mission accomplie pour le deuxième engin spatial français Diapason qui tourne depuis quelques heures autour de la Terre sur une orbite très proche de celle qui avait été prévue.
- 1996 : lancement de la sonde NEAR Shoemaker à destination de l'astéroïde Éros.
- 1999 : la NASA annonce que la sonde lancée en 1977 Voyager 1 est à dix milliards de kilomètres de la Terre et qu'elle poursuit sa course à 17,4 km/s.
- 2000 : Microsoft lance son nouveau système d'exploitation Windows 2000 depuis Seattle aux États-Unis.
- 2004 : des astronomes américains annoncent avoir découvert un corps céleste gelé à sept milliards de kilomètres de la Terre qui représenterait environ la moitié de la taille de la planète naine Pluton soit le plus grand planétoïde dans le système solaire depuis que Pluton a été repérée pour la première fois en 1930. Situé à la périphérie extérieure de la Ceinture de Kuiper, il a été nommé (90482) Orcus et mettrait 252 ans pour faire le tour complet du Soleil.

## Économie et société
- 1800 : adoption de la loi du 28 pluviôse an VIII présentée par Chaptal sur « la nouvelle division du territoire et l'établissement des préfectures » et préfets en France.
- 1900 : Mary Hamilton von Derbeck devient propriétaire de l'équipe de baseball de Détroit de l'American League.
- 1903 : le gouvernement belge instaure une hausse importante des taxes sur l'eau-de-vie.
- 1919 : une loi interdisant aux femmes et aux enfants de travailler dans les hôtels et les restaurants est votée en Belgique.
- 1920 : la jeune femme Anna Anderson se jette dans le canal Landwehr en sautant du pont Bendler à Berlin en Allemagne voulant mettre fin à ses jours.
- 1932 : Albert Johnson dit Mad Trapper est tué dans une fusillade avec des agents de la Gendarmerie royale du Canada au Yukon dans l'ouest du Canada.
- 1933 : le Sénat vote le Blaine Act visant à mettre fin à la prohibition aux États-Unis.
- 1968 : Jean-Claude Killy gagne la troisième de ses trois médailles d'or des J.O. d'hivers de Grenoble (descente, slalom géant et slalom spécial).
- 1970 : les 23 000 mineurs reprennent le travail après six semaines de grèves sans avantages nouveaux au Limbourg en Belgique.
- 1972 : la 15 007 034e Volkswagen sort de l'usine en battant ainsi le record de vente de la Ford Tin Lizzy.
- 1974 : les auteurs de l'enlèvement de Patricia Hearst aux États-Unis veulent que la rançon soit utilisée à l'achat de denrées alimentaires pour les vieux et les nécessiteux de Californie.
- 1978 : une fuite dans une conduite de gaz provoque une explosion à Paris (12 morts et 100 blessés).
- 1982 : la chute d'un escalier mécanique dans le couloir du métro entraîne la mort de 30 personnes à Moscou (Union soviétique).
- 1986 : Alain Pichavent et Stéphane Peyron réussissent la traversée de l'océan Atlantique en planche à voile biplace en 24 jours 15 heures et 20 minutes.
- 1990 : le Comité Provincial du Tourisme d'Agadir prépare un couscous d'1,5 tonne de semoule, 200 poulets, 20 moutons et 750 kg de légumes pour 4 000 convives au Maroc (record du monde).
- 1993 :
  - le ferry Neptune chavire au large de Haïti et le nombre de morts aura pu dépasser le millier sans liste de passagers ni gilets et canots de sauvetage ni radio apparentes d'où une méconnaissance durable du nombre exact de victimes parmi les 800 à 2 000 personnes à bord.
  - Kenichi Horie arrive à Noha ou Okinawa au Japon après une traversée de l'océan Pacifique sur 7 500 km en pédalo depuis le 30 octobre 1992 à Honolulu (avant d'enchaîner avec de nouveaux exploits).
- 1996 :
  - un séisme secoue l'est de l'Indonésie et une partie de la Nouvelle-Guinée (magnitude 7 sur l'échelle ouverte de Richter, 90 morts).
  - Le champion du monde d'échecs Garry Kasparov remporte par un pointage de 4 à 2 le match l'opposant depuis une semaine à Philadelphie au super-ordinateur Deep Blue d'IBM capable de calculer de 50 à 100 milliards de coups en trois minutes.
- 1997 : le navigateur Christophe Auguin remporte le Vendée Globe en 105 jours 20 heures 31 minutes et 23 secondes et bat ainsi le précédent record de Titouan Lamazou dans cette même course.
- 2001 : Stacy Dragila porte le record du monde de saut à la perche féminin en salle à 4,70 m.
- 2003 :
  - le tribunal de commerce de Créteil (Val-de-Marne) prononce la liquidation de la compagnie aérienne privée Air Lib en entraînant le licenciement de 3 200 salariés et la fin d'un feuilleton économico-social qui durait depuis près de deux ans.
  - Mise en place d'un péage pour accéder au centre de Londres.
- 2004 : la compagnie aérienne Air Littoral est placée en liquidation judiciaire.
- 2016 : un attentat entraîne 28 morts et 61 blessés en Turquie[1].

## Naissances

### VIIesiècle
- 624 : Wu Zetian, Impératrice de Chine († 16 décembre 705).

### XVIesiècle
- 1524 : Charles de Lorraine, ecclésiastique français († 26 décembre 1574).

### XVIIesiècle
- 1653 : Arcangelo Corelli, violoniste et compositeur italien († 8 janvier 1713).
- 1657 : Alain Le Breton de la Plussinais, armateur qui fut maire de Saint-Malo de 1725 à 1728 († 2 avril 1728).
- 1697 : Charles Antoine de La Roche-Aymon, cardinal français, archevêque de Reims († 27 octobre 1777).

### XVIIIesiècle
- 1723 : Tobias Mayer, astronome allemand. († 20 février 1762).
- 1740 : Horace Bénédict de Saussure, naturaliste et géologue suisse considéré comme le fondateur de l'alpinisme († 22 janvier 1799).
- 1752 : Friedrich Maximilian Klinger, poète et dramaturge allemand († 25 février 1831).
- 1781 : René Laennec, médecin français breton créateur du diagnostic médical par auscultation et du stéthoscope († 13 août 1826).
- 1788 : Aurore de Lafond de Fénion, artiste-peintre française († 5 novembre 1859).

### XIXesiècle
- 1816 : Friedrich Wilhelm Markull, organiste et compositeur allemand († 30 avril 1887)
- 1820 :
  - Elzéar-Alexandre Taschereau, cardinal canadien, archevêque de Québec († 12 avril 1898).
  - Henri Vieuxtemps, violoniste et compositeur belge († 6 juin 1881).
- 1821 : Lola Montez, danseuse, actrice et courtisane d'origine irlandaise († 17 janvier 1861).
- 1822 : Delphine Delamare, inspiratrice de Madame Bovary († 6 mars 1848).
- 1837 : Sophie Berthelot, première femme inhumée au Panthéon († 18 mars 1907).
- 1856 : Joseph Henri Boex Rosny l'Aîné, écrivain d'origine belge, un des fondateurs de la science-fiction moderne († 15 février 1940).
- 1867 : Maximilian von Hoen, historien militaire autrichien († 2 septembre 1940).
- 1870 : Jules Tissot, biologiste français († 17 juin 1950).
- 1874 : Thomas J. Watson, industriel américain, fondateur d’IBM († 19 juin 1956).
- 1877 : André Maginot, homme politique français († 7 janvier 1932).
- 1888 : Otto Stern, physicien allemand, prix Nobel de physique en 1943 († 17 août 1969).
- 1890 : Ronald Fisher, mathématicien britannique († 29 juillet 1962).
- 1891 : Abraham Adolf Fraenkel, mathématicien allemand puis israélien († 15 octobre 1965).
- 1895 : Estevão Pinto, anthropologue brésilien († 11 octobre 1968).
- 1896 : Eugène Yakovlevitch Remez, mathématicien bélorus(se) († 31 août 1975).

### XXesiècle
- 1903 : 
  - Leïla Ben Sedira, chanteuse algérienne d'opéra († 1er juin 1982).
  - Cagancho (Joaquín Rodríguez Ortega), matador espagnol († 1er janvier 1984).
- 1904 : Joseph Bouglione, directeur du Cirque d'Hiver à Paris († 5 août 1987).
- 1905 : Rózsa Péter, mathématicienne hongroise († 16 février 1977).
- 1907 : Marjorie Lawrence, soprano australienne († 13 janvier 1979).
- 1908 : Jacobus van Egmond, coureur cycliste sur piste néerlandais, champion olympique († 9 janvier 1969).
- 1910 : Arthur Hunnicutt, acteur américain († 26 septembre 1979).
- 1912 : Andre Norton, romancière américaine († 17 mars 2005).
- 1913 : Jean Le Moyne, écrivain, journaliste et homme politique québécois († 1er avril 1996).
- 1914 :
  - Pierre-Jakez Hélias (Per - Jacques), écrivain folkloriste, collecteur, homme de théâtre, de radio, en langues bretonne et d'oïl († 13 août 1995).
  - Arthur Kennedy, acteur américain († 5 janvier 1990).
  - Wayne Morris, acteur américain († 14 septembre 1959).
- 1916 : Raf Vallone, acteur italien († 31 octobre 2002).
- 1919 : J. M. S. Careless (en), historien canadien († 6 avril 2009).
- 1920 : Carlos Arruza (Carlos Ruiz Camino), matador puis acteur de cinéma mexicain († 20 mai 1966).
- 1923 : Michel Rivgauche, parolier français († 21 juin 2005).
- 1925 :
  - Ron Goodwin, compositeur britannique († 8 janvier 2003).
  - Hal Holbrook, acteur américain († 23 janvier 2021).
- 1929 :
  - Alejandro Jodorowsky Prullansky dit Jodo, écrivain, bédéaste, occultiste, mime, scénariste et réalisateur franco-chilien.
  - Paul Meger, joueur de hockey sur glace canadien († 27 août 2019).
- 1930 :
  - Roger Craig (en), lanceur et manager de baseball américain.
  - Ruth Rendell, romancière britannique († 2 mai 2015).
- 1932 : Hubert Loiselle, acteur québécois († 16 novembre 2004).
- 1934 : Alan Bates, acteur britannique († 27 décembre 2003).
- 1936 : Jim Brown, joueur de football américain.
- 1937 : Yvonne Sassinot de Nesle, costumière française de cinéma et de théâtre.
- 1938 : Pierre Macherey, philosophe français spécialiste de Spinoza.
- 1939 : Clément Richard, homme politique québécois († 3 mars 2022).
- 1940 :
  - Marcel Campion, forain et homme d'affaires français.
  - Willi Holdorf, décathlonien allemand champion olympique († 5 juillet 2020).
  - Gene Pitney, chanteur américain († 5 avril 2006).
- 1941 : Julia McKenzie, actrice britannique.
- 1943 : Gérard Rinaldi, acteur et humoriste français issu de la troupe des "Charlots" († 2 mars 2012).
- 1944 : Marjatta Raita, actrice finlandaise († 27 septembre 2007).
- 1945 :
  - Brenda Fricker, actrice irlandaise.
  - Bernard Rapp, journaliste, présentateur de télévision, écrivain et réalisateur français († 17 août 2006).
- 1946 :
  - Alice Dona, chanteuse, parolière et compositrice française.
  - André Dussollier, acteur français.
  - Dodie Stevens (en), chanteuse américaine.
- 1948 :
  - Valentin Ceaușescu, scientifique roumain, aîné et unique survivant des enfants de Nicolae et Elena Ceaușescu.
  - Philippe Khorsand, acteur français († 29 janvier 2008).
- 1949 : Fred Frith, musicien de musique expérimentale britannique.
- 1951 : Meena Alexander, poétesse et romancière indienne († 21 novembre 2018).
- 1952 : Karin Büttner-Janz, gymnaste allemande double championne olympique et professeure de médecine.
- 1953 : Pertti Karppinen, rameur finlandais triple champion olympique.
- 1954 :
  - Rémy Pflimlin, dirigeant d'entreprises français, dont France Télévisions († 3 décembre 2016).
  - Rene Russo, actrice américaine.
  - Yūji Takada, lutteur japonais champion olympique.
- 1955 :
  - Louis-Georges Girard, acteur québécois.
  - Skënder Hyseni, homme politique kosovar.
- 1956 : Richard Karn, acteur américain.
- 1957 :
  - Andrea Hübner, nageuse est-allemande.
  - Loreena McKennitt, autrice-compositrice-interprète canadienne de style souvent celtique.
- 1959 : Rowdy Gaines, nageur américain triple champion olympique.
- 1961 :
  - Olivier Charlier, violoniste français.
  - Mario Cusson, boxeur québécois († 7 novembre 1996).
  - Meir Kessler, grand-rabbin.
  - Andreï Korotaïev, orientaliste russe, anthropologue, sociologue, historien et économiste.
- 1962 : Lou Diamond Phillips, acteur américain.
- 1963 : Michael Jordan, basketteur américain.
- 1965 : Michael Bay, réalisateur et producteur américain.
- 1966 :
  - Ronny Bayer, joueur puis entraîneur belge de basket-ball.
  - Quorthon, fondateur du groupe Bathory († 3 juin 2004).
  - Luc Robitaille, joueur de hockey sur glace québécois.
- 1968 :
  - Alexandre Astier, historien français.
- 1969 :
  - David Douillet, judoka puis homme politique français.
  - Niklas Eriksson, joueur de hockey sur glace suédois.
  - Levon Kirkland, joueur américain de football américain.
  - Vassili Koudinov (Василий Александрович Кудинов), joueur de handball soviétique puis russe († 11 février 2017).
  - Răzvan Lucescu, joueur de football roumain.
  - Stephen Mirrione, monteur américain.
  - Jean-Yves Roy, joueur de hockey sur glace canadien.
  - Tony Underwood, joueur de rugby à XV.
  - Fabrice Vigne, écrivain français.
- 1970 : Dominic Purcell, acteur anglais.
- 1971 :
  - Denise Richards, actrice et mannequin américaine.
  - Vincent Tisserand, physicien français.
- 1972 :
  - Billie Joe Armstrong, chanteur et guitariste américain du groupe Green Day.
  - Philippe Candeloro, patineur puis commentateur sportif télévisé français.
  - Taylor Hawkins, batteur américain du groupe Foo Fighters. († 25 mars 2022).
  - Kinga Czigány, kayakiste hongroise championne olympique.
  - Andrei Chemerkin, haltérophile russe champion olympique.
- 1973 : Raphaël Ibañez, rugbyman français.
- 1974 :
  - Kaoru Niikura, guitariste japonais du groupe Dir En Grey.
  - Jerry O'Connell, acteur et producteur américain.
- 1975 : 
  - Khaled Alkhani, peintre syrien.
  - Václav Prospal, joueur de hockey sur glace tchèque.
- 1976 : Laura Tenoudji, journaliste française.
- 1977 :
  - Paul St-Pierre Plamondon, avocat et homme politique québécois.
  - Usthiax (Mathias Berthier dit), musicien français.
- 1979 : Cara Black, joueuse de tennis professionnelle zimbabwéenne.
- 1980 : Al Harrington, basketteur américain.
- 1981 :
  - Bernhard Eisel, cycliste autrichien.
  - Joseph Gordon-Levitt, acteur américain.
  - Paris Hilton, personnalité américaine.
  - Melissmell (Mélanie Coulet dite), chanteuse française.
- 1982 :
  - Zeb Cope, basketteur anglo-américain.
  - Lupe Fiasco, rappeur américain.
  - Adriano Leite Ribeiro, footballeur brésilien.
- 1983 : Amélie Bitoun, animatrice de télévision française.
- 1984 :
  - Mathieu Bigote, basketteur français.
  - Agathe Cagé, politiste, cofondatrice et présidente d'un cabinet de conseil, ancienne directrice adjointe de cabinet en ministère, autrice[2].
  - Julia Cagé, économiste française, sœur jumelle de la précédente et conjointe de son confrère Thomas Piketty.
  - Marcin Gortat, basketteur polonais.
  - Byobe Malenga, journaliste congolais.
  - Sang Xue, plongeuse chinoise championne olympique.
- 1986 :
  - Chiara Boggiatto, nageuse italienne.
  - Sanna Lüdi, skieuse acrobatique suisse.
  - Claire Mougel, athlète française.
  - Steven Old, footballeur néo-zélandais.
  - Nathan Roberts, joueur de volley-ball australien.
  - Josephine Terlecki, athlète allemande.
- 1987 :
  - Alex Frost, acteur américain.
  - Joan Hartock, footballeur français.
  - Ante Tomić, basketteur croate.
- 1988 :
  - Michael Frolik, hockeyeur professionnel tchèque.
  - Arin Ilejay, batteur de remplacement du groupe Avenged Sevenfold.
- 1989 :
  - Rebecca Adlington, nageuse britannique.
  - Chord Overstreet, acteur, chanteur américain.
  - Katarzyna Pawlik, nageuse handisport polonaise
- 1990 : Marianne St-Gelais, patineuse de vitesse québécoise.
- 1991 :
  - Phil Pressey, basketteur américain.
  - Ed Sheeran, auteur-compositeur-interprète anglais.
  - Bonnie Wright, actrice anglaise.
- 1992 : Meaghan Jette Martin, actrice et chanteuse américaine.
- 1993 :
  - Marc Márquez, pilote vitesse moto espagnol.
  - Philip Wiegratz, acteur allemand.
- 1995 : Stéphane Sparagna, footballeur français.
- 1999 : Alex de Minaur, joueur de tennis australien.

## Décès

### IVesiècle
- 306 : Théodore Tiron,  mégalomartyr (° ? ) à Amasée (actuelle Turquie).
- 364 : Jovien, empereur romain (° v. 332).

### XVIesiècle
- 1600 : Giordano Bruno, philosophe italien, brûlé vif à Rome (° janvier 1548).

### XVIIesiècle
- 1609 : Ferdinand Ier de Médicis (Ferdinando I de Medici), grand duc de Toscane (° 30 juillet 1549).
- 1659 : Abel Servien, diplomate français (° 1er novembre 1593).
- 1673 : Molière (Jean-Baptiste Poquelin dit), dramaturge et acteur de théâtre français (° 15 janvier 1622).
- 1680 : Jan Swammerdam, naturaliste néerlandais (° 12 février 1637).
- 1694 : Antoinette du Ligier de La Garde, femme de lettres française (° 1er janvier 1638).

### XVIIIesiècle
- 1715 : Antoine Galland, archéologue français (° 4 avril 1646).
- 1732 : Louis Marchand, organiste et claveciniste français (° 2 février 1669).
- 1788 : Maurice Quentin de La Tour, pastelliste, portraitiste officiel de Louis XV de France (° 5 septembre 1704).

### XIXesiècle
- 1803 : Louis-René de Rohan, cardinal français, évêque de Strasbourg (° 25 septembre 1734).
- 1805 : Josephus Nicolaus Laurenti, médecin et naturaliste autrichien (° 4 décembre 1735).
- 1856 : Heinrich Heine, écrivain allemand (° 13 décembre 1797).
- 1872 : José Burgos, missionnaire espagnol aux Philippines (° 9 février 1837).
- 1874 : Adolphe Quetelet, mathématicien belge (° 22 février 1796).
- 1883 : Napoléon Coste, guitariste et compositeur français (° 27 juin 1805).
- 1886 : 
  - Léon Désiré Alexandre, peintre français (° 11 mars 1817).
  - Jean-Baptiste Daveloose, peintre belge (° 3 octobre 1807).
- 1890 : Christopher Latham Sholes, inventeur américain (° 14 février 1819).

### XXesiècle
- 1901 : Arthur de La Borderie, père de l'historiographie bretonne, homme politique, conseiller général puis député à Paris (° 5 octobre 1827).
- 1905 : Serge Alexandrovitch de Russie, grand-duc de la famille impériale de Russie(° 10 mai 1857).
- 1909 :
  - Geronimo, chef indien de la tribu des Apaches (° 16 juin 1829).
  - Céleste Mogador, danseuse française (° 27 décembre 1824).
- 1915 :
  - « Plumeta » (Léonce André dit), matador français (° 16 septembre 1880).
  - Stanislaus von Prowazek, zoologiste allemand d'origine tchèque (° 12 novembre 1875).
- 1919 : Wilfrid Laurier, Premier ministre du Canada (° 20 novembre 1841).
- 1933 : Julien Torma, écrivain français (° 6 avril 1902).
- 1934 :
  - Albert Ier, roi des Belges de 1909 à sa mort accidentelle (° 8 avril 1875).
  - Siegbert Tarrasch, joueur d'échecs allemand (° 5 mars 1862).
- 1939 : Willy Hess, violoniste allemand (° 14 juillet 1859).
- 1940 : Georges Beaume, journaliste, romancier, nouvelliste, critique d'art et de littérature français (° 12 mai 1861).
- 1944 : Jean Cavaillès, philosophe et logicien français, héros de la Résistance (°15 mai 1903).
- 1947 : Ettore Bortolotti, mathématicien italien (° 6 mars 1866).
- 1948 : Yahya Mohammed Hamid ed-Din, imam et chef de l'État yéménite assassiné (° 18 juin 1869).
- 1955 : Fernanda Negri Pouget, actrice italienne (° 31 mars 1888).
- 1956 : Mikhail Rasumny, acteur d'origine russe (° 13 mai 1890).
- 1962 :
  - Joseph Kearns, acteur américain (° 12 février 1907).
  - Bruno Walter, chef d'orchestre allemand (° 15 septembre 1876).
- 1970 :
  - Samuel Joseph Agnon, écrivain israélien, prix Nobel de littérature 1966 (° 17 juillet 1888).
  - Alfred Newman, compositeur américain (° 17 mars 1901).
- 1971 : René Simon, professeur d'art dramatique français (° 18 mai 1898).
- 1976 : Jean Servais, acteur belge (° 24 septembre 1910).
- 1979 : Michel Loève, mathématicien francophone de Palestine (° 22 janvier 1907).
- 1980 : Jerry Fielding, compositeur américain de musique de films (° 17 juin 1922).
- 1982 :
  - Thelonious Monk, pianiste et compositeur de jazz américain (° 10 octobre 1917).
  - Lee Strasberg (Israel Strassberg), acteur américain d'origine autrichienne (° 17 novembre 1901).
- 1986 : Paul Stewart, acteur et réalisateur américain (° 13 mai 1908).
- 1988 :
  - Alain Savary, homme politique français (° 25 avril 1918).
  - Pierre-Jean Vaillard, chansonnier, humoriste et acteur français (° 12 mars 1918).
- 1989 :
  - Lefty Gomez, joueur de baseball américain (° 26 novembre 1908).
  - Guy Laroche, couturier français (° 16 juillet 1921).
- 1990 :
  - Hap Day (Clarence Day dit), joueur et dirigeant de hockey sur glace canadien (° 1er juin 1901).
  - Erik Rhodes, acteur américain (° 10 février 1906).
- 1991 : Medina Gulgun, poétesse azéri (° 17 janvier 1926).
- 1994 : Roger Bésus, écrivain français (° 18 janvier 1915).
- 1996 : Hervé Bazin, écrivain français, président de l'Académie Goncourt (° 17 avril 1911).
- 1998 :
  - Ernst Jünger, écrivain allemand devenu centenaire (° 29 mars 1895).
  - Bob Merrill, compositeur, parolier et scénariste américain (° 17 mai 1921).

### XXIesiècle
- 2001 : Léopold Galy, pilote d'essai français (° 12 mars 1908).
- 2002 : Marc Hamilton, chanteur québécois (° 2 février 1944).
- 2003 : Jacques Le Cordier, évêque catholique français, premier évêque de Saint-Denis (° 8 mars 1904).
- 2004 : José López Portillo, président mexicain de 1976 à 1982 (° 16 juin 1920).
- 2006 :
  - Ray Barretto, joueur de congas portoricain, producteur de salsa et de latin jazz (° 29 avril 1929).
  - Jacques Baumel, résistant, député, sénateur, secrétaire d'État et maire de Rueil-Malmaison (° 6 mars 1918).
- 2007 : Maurice Papon, préfet français condamné pour crime contre l'humanité lors de la Seconde Guerre mondiale (° 3 septembre 1910).
- 2009 : Conchita Cintrón, rejoneadora péruvienne (° 9 août 1922).
- 2010 : Kathryn Grayson, chanteuse et actrice américaine (° 9 février 1922).
- 2014 : Marco Perrin, acteur français d'origine serbe (° 16 mai 1927).
- 2016 : Andrzej Żuławski, réalisateur de cinéma, metteur en scène de théâtre, scénariste, écrivain polonais (° 22 novembre 1940).

## Célébrations

### Internationales et nationales
- Journée internationale du pangolin en 2018 (3e samedi de février)[3].
- Date possible pour le début du nouvel an asiatique, entre 20 janvier et 20 février au gré de la Lune.
- Japon : premier jour du festival Enburi de Hachinohe[4].
- Kosovo : anniversaire de l'indépendance du Kosovo[5].
- Lettonie : teņa diena, tanis diena ou jour des messieurs dans la mythologie lettone.
- Libye : date nationale commémorant le début du soulèvement contre Muhammar Khadafi en 2011.

### Religieuses
- Fêtes religieuses romaines : quirinalia(e) organisées le treizième jour avant les calendes de martius en l'honneur du dieu Quirinus.
- Christianisme : possible mercredi des Cendres et début du Carême certaines années.

### Saints des Églises chrétiennes

#### Saints des Églises catholiques et orthodoxes
Saints catholiques et orthodoxes :
- Auxibe († 112), disciple de saint Marc, 1er évêque de Soles.
- Bonose de Trèves (de) († 381), 7e évêque de Trèves.
- Finan de Lindisfarne († 661), 2e évêque de Lindisfarne.
- Fintan de Clonenagh († 603), fondateur du monastère de Clonenagh.
- Flavien de Constantinople († 449), patriarche de Constantinople [16 février en orthodoxie(s)].
- Fulrade († 784), abbé de Saint-Denis.
- Guirec († 547 ou 585), disciple de saint Tugdual, moine dans la même région de Tréguier en Bretagne.
- Loman (en) († vers 450), neveu de saint Patrick, évêque de Trim en Irlande.
- Mariamne (de) (מרימן / Μαριάμνη) ou Marianne (Ier siècle), vierge, sœur de l'apôtre Philippe.
- Marcien († 457), empereur, vénéré par l'Église orthodoxe orientale
- Polychrone († 251), évêque de Babylone et martyr
- Sylvain de Toulouse († 718), missionnaire en Artois.
- Théodore le Conscrit († 303), martyr - dat Orientale - Fêté le 9 novembre en Occident.
- Théodule de Césarée († 309), martyr en Palestine.

#### Saints et bienheureux des Églises catholiques
Saints et béatifiés catholiques :
- Antoine Leszczewicz († 1943), bienheureux prêtre marianiste polonais de l'Immaculée Conception, martyr.
- Alexis Falconieri († 1310) et ses compagnons, fondateurs des servites de Marie.
- Costabile Gentilcore / Constable († 1124), bienheureux abbé de l'abbaye territoriale de la Très-Sainte-Trinité de Cava.
- Edvige Carboni († 1952), bienheureuse laïque italienne et mystique.
- Elisabetta Sanna († 1857), bienheureuse veuve italienne devenue religieuse.
- Evermode de Ratzebourg (en) († 1168), bienheureux évêque de Ratzebourg, disciple de saint Norbert de Xanten.
- Federico da Berga et ses compagnons († 1936), bienheureux capucin espagnol martyr de la guerre civile espagnole.
- Luca Belludi († 1286), bienheureux franciscain, disciple de saint Antoine de Padoue.
- Pierre Ryou († 1866), homme marié et père de famille, martyr à Pyongyang en Corée.
- Pierre Yu Chong-nyul († 1866), martyr en Corée, saint.

#### Saints orthodoxes, aux dates parfois"juliennes"ou orientales
Saints des Églises orthodoxes :
- Hermogène († 1611), évêque et confesseur, canonisé par l'Église orthodoxe russe.
- Michel d'Andrinople († 1490), martyr, décapité par les Turcs.
- Théodore de Byzance (el) († 1795), néo-martyr à Mytilène.
- Théodose le silencieux (ru) (XIIIe siècle), des Grottes de Kiev.
- Théodose (XIIIe siècle), de Tirnovo.

### Prénoms du jour[Où?]
Bonne fête aux Alexis et ses variantes, masculines : Alessio, Alex, Alexi, Alexian, Alexio, Alexy ; et féminines : Alessia, Alexane, Alexia, Alexiane, Alexianne, Alexias, Alexie (voir aussi les 22 avril des Alexandre et ses variantes).
Et aussi aux :
- Fintan,
- Flavien, Flavio et leurs féminins Flavienne, Flavia, Flaviana.
- Aux Gireg et ses variantes bretonnes : Dilek, Gevroc, Guevreoc'h, Guiec, Guireg, Kireg, Kirek, etc.
- Aux Paciphaée et
- Théodule.

## Traditions et superstitions

### Dictons
- « À la saint-Sylvain, froid ou chaud, mets les derniers arbres dans le trau. »
- « Taillis pluvieux à la saint-Sylvain, fait tout l’an incertain. »[8]

### Astrologie
- Signe du zodiaque : 28e jour du signe astrologique du Verseau.

## Toponymie
- Les noms de plusieurs voies, places, sites ou édifices de pays ou régions francophones contiennent cette date sous diverses graphies : voir Dix-Sept-Février .